# Úzkorozchodná dráha Bordžomi–Bakuriani
Úzkorozchodná dráha Bordžomi–Bakuriani (gruzínsky ბაკურიანი-ბორჯომი რკინიგზა "კუკუშკა") (lidově zvaná „kukuška“) je úzkorozchodná dráha v gruzínském regionu Samcche-Džavachetie v oblasti Malého Kavkazu.
Stavba byla zahájena roku 1897 a vzhledem k obtížným terénním podmínkám trvala čtyři roky. První vlak projel trať mezi Bordžomi a Bakuriani v lednu 1902. V dolní stanici (Bordžomi) navazuje na hlavní trať běžné železniční sítě, v horní stanici končí. Odbočka do Bakurianis Andesiti, využívaná k nákladní přepravě dřeva do roku 1991, již není v provozu a postupně zarůstá. Trať překonává výškový rozdíl 1200 m.

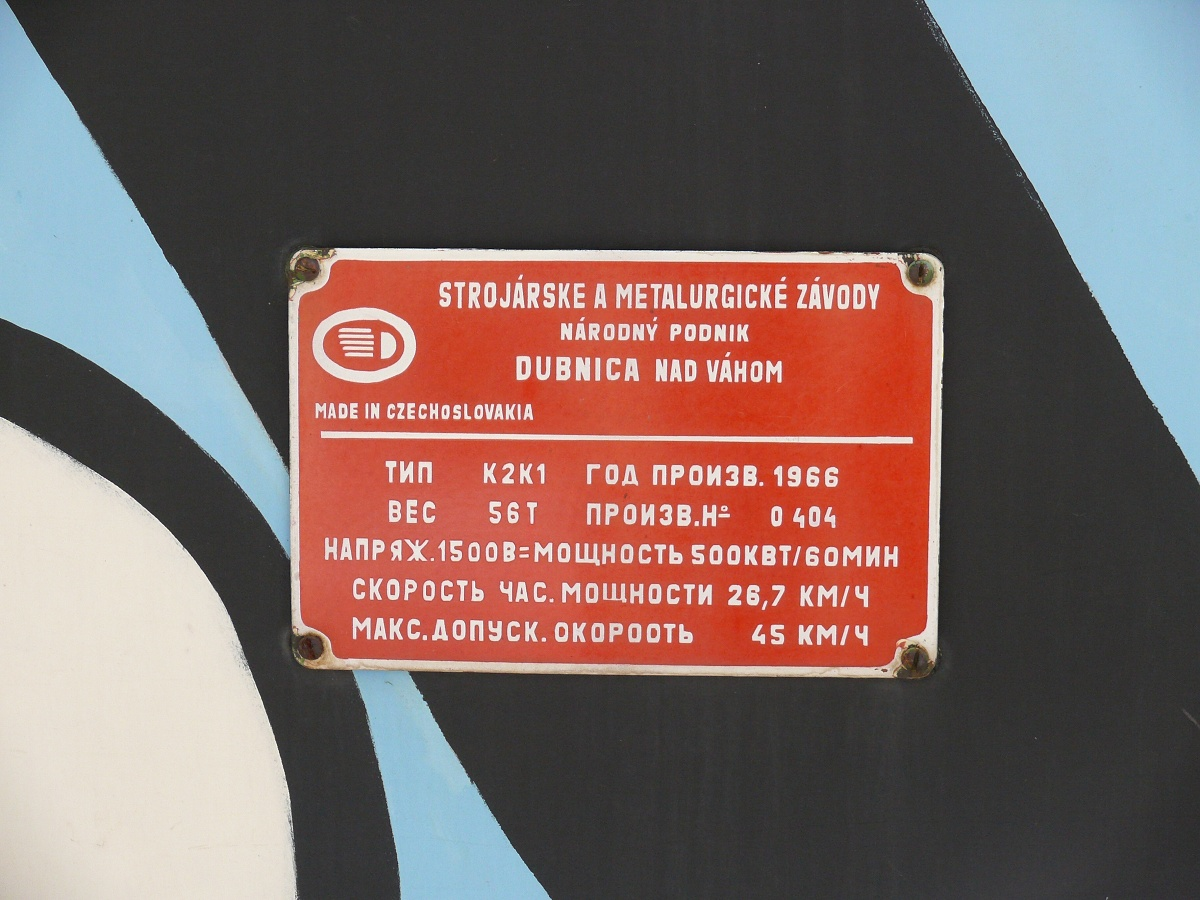
Štítek lokomotivy Škoda 17E ČS 11-08 (2014)

Pro provoz ve vysokohorské oblasti byly první lokomotivy typu „Porter“ objednány z Anglie. K lokomotivě byly zapojovány otevřené vagóny brzděné pouze ručně. V roce 1966 byly parní lokomotivy nahrazeny elektrickými. Jednalo se o variantu odklizové lokomotivy Škoda 17E, které byly souběžně vyráběny pro průmyslové podniky v Československu (např. pro síť důlních drah na Mostecku aj.) a hodily se pro malé poloměry a prudká stoupání. Strojárske a metalurgické závody v Dubnici nad Váhom vyrobily v témže roce 12 upravených lokomotiv, které byly zařazeny do provozu pod čísly ČS11-01 až ČS11-12. Některé lokomotivy byly s klesajícím provozem zlikvidovány, menší část ale stále zůstává v provozu.
Železniční most mezi Cagveri a Cemi byl navržen francouzským inženýrem Gustave Eiffelem za vlády Romanovců. Konstrukce byla dovezena do Gruzie a nainstalována v údolí přes řeku Cemisckali roku 1902.

### Externí odkazy

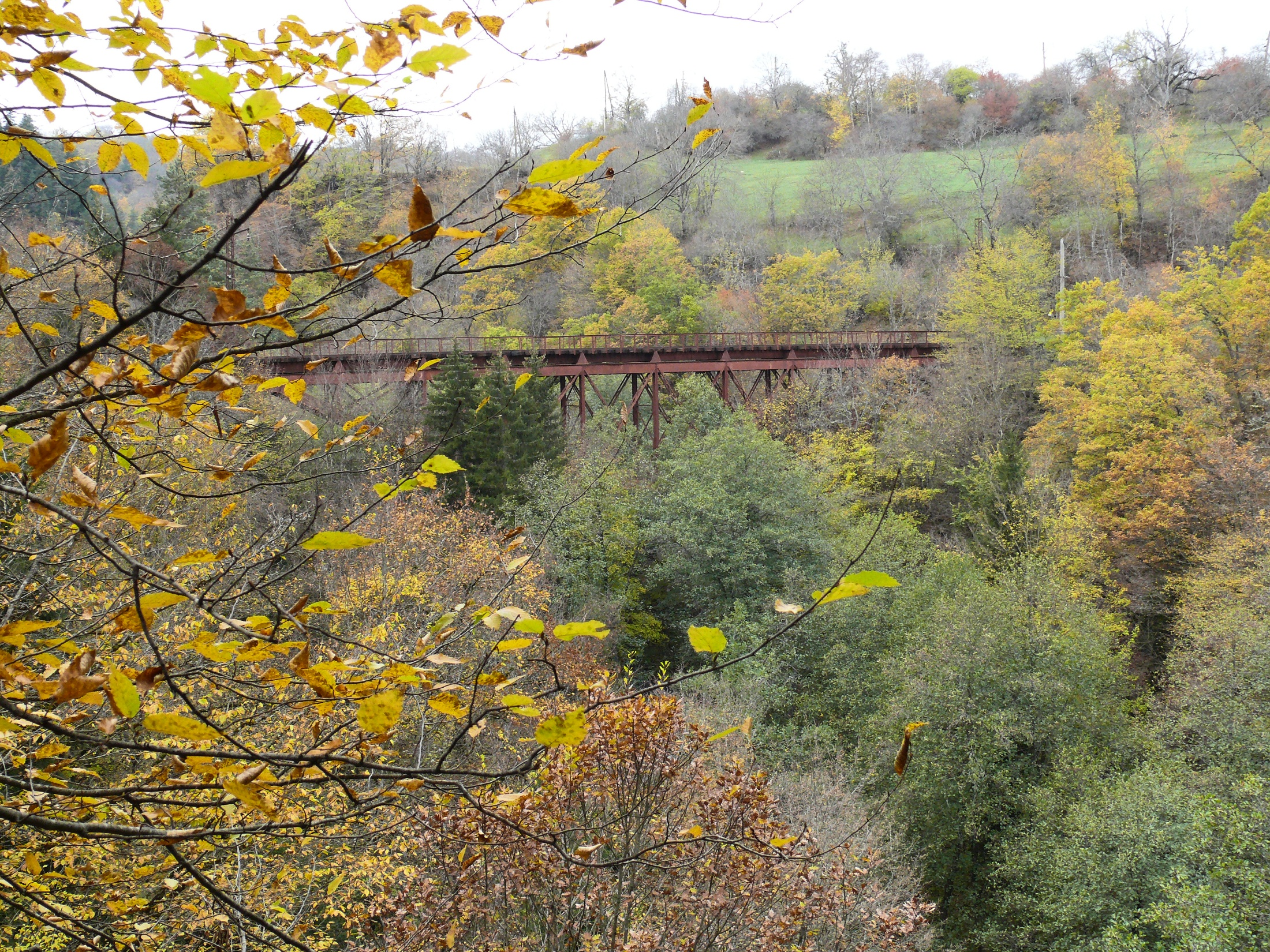
Eiffelův most z roku 1902 mezi Cagveri a Cemi, Gruzie